# Grégoire-Joseph Chapuis
Pour les articles homonymes, voir Chapuis.
Grégoire-Joseph Chapuis, médecin, philosophe et homme politique, est né à Verviers le 11 avril 1761 et mort décapité le 2 janvier 1794 . Verviers fait alors partie de la principauté de Liège.

## Biographie
À la suite de la révolution liégeoise de 1789, le prince-évêque François-Antoine-Marie de Méan quitte le territoire, territoire où il revient une première fois en février 1791. La bataille de Jemappes (1792) assure la victoire des idéaux de la Révolution française, notamment auprès des Liégeois, qui votent leur rattachement à la République Française le 17 février 1793. Mais en mars, les Autrichiens réoccupent Liège et ramènent le prince-évêque, en une seconde restauration qui est de courte durée :  la bataille de Fleurus (26 juin 1793) a pour conséquence l'exil définitif du prince-évêque le 27 janvier 1794.
Chapuis, qui est chirurgien et un des promoteurs de l'éducation ouvrière, devient officier de l'état civil dans la ville de Verviers sous le régime français. À ce titre, il est un promoteur du mariage civil (le premier est célébré le 22 février 1793). Lors de la seconde restauration du prince-évêque de Méan, il est arrêté et détenu à Liège pendant 9 mois durant lesquels on cherche en vain à prouver sa culpabilité, puis condamné à mort sans préciser le chef d'accusation. Ramené de Liège à Verviers, il est exécuté publiquement par décapitation sur la place des Récollets (aujourd'hui place du Martyr) le 2 janvier 1794. Après sept coups, le bourreau termine la décapitation à la scie. 

## Hommage
Un monument est érigé à sa mémoire sur la place du Martyr en 1880 (la phrase écrite sur ce monument est "mort pour l'indépendance du pouvoir civil"). Chapuis devient alors le symbole de la libre-pensée.
Il est inhumé sous son monument érigé sur cette même place du Martyr.